# Monster des Grauens greifen an
Monster des Grauens greifen an (japanisch ゲゾラ・ガニメ・カメーバ 決戦!南海の大怪獣, Gezora, Ganime, Kamēba: Kessen! Nankai no Daikaijū, übersetzt „Gezora, Ganime, Kamēba: Entscheidungsschlacht! Riesenmonster der Südsee“) ist ein japanischer Monsterfilm von Ishirō Honda aus dem Jahr 1970.

## Handlung
Das raketengetriebene Weltraumschiff Helios 7 verschwindet auf dem Weg zum Jupiter spurlos. Der Pressefotograf Tarō Kudō sieht sie vom Flugzeug aus kurz darauf in den Südwestpazifik fallen. Zurück in der Heimat glaubt ihm sein Chefredakteur nicht. Kurz darauf spricht ihn die junge Ayako Hoshino an. Sie sucht einen Fotografen, der mit ihr und ihrem Team auf eine entlegene Insel im Südwestpazifik reist, um die Gegend fotografisch festzuhalten. Ihr Unternehmen plant, auf der Insel eine Ferienanlage zu errichten. Auch Kudōs Bekannter Dr. Miya will an der Expedition teilnehmen, da es auf der Insel Urwelttiere geben soll. Kudō wiederum stimmt der Reise zu, entspricht die Lage der Insel doch dem Ort, an dem die Rakete ins Meer stürzte.
Auf dem Schiff zur Insel lernen Kudō, Hoshino und Dr. Miya den vermeintlichen Wissenschaftler Obata kennen, der sich ihnen anschließt. Auf der Insel werden unterdessen die Fischer Sakura und der als Maschinist tätige Yokoyama von einem riesigen Oktopus angegriffen; Sakura stirbt. Yokoyama, der die Reisenden an Land empfängt, weigert sich, über den Vorfall zu reden. Die Inselbewohner wiederum kennen das einer Riesenamöbe ähnliche Wesen unter dem Namen Gezora und beginnen unter der Leitung des Inselältesten Ombo mit versöhnlichen Gebeten. In einer Höhle sehen die Reisenden kurz darauf ein blaues Leuchten, das Yokoyama panisch werden lässt, kündigte sich so doch Gezora an. Der Riesenoktopus zerstört kurz darauf die Hütte der Fischer und greift auch den Einheimischen Rico an. Er lässt von ihm ab, als Fledermäuse erscheinen; Rico erleidet einen Schock und kann nicht mehr sprechen. Er wird von den Reisenden ins Dorf der Einheimischen gebracht. Obata erweist sich unterdessen als Spion von Hoshinos Konkurrenz in Tokio, der die Pläne für die Ferienanlage auskundschaften sollte. Er wird von Kudō überführt und gibt alles zu. Der Kampf gegen die Monster ist jedoch wichtiger.
Kudō und Dr. Miya unternehmen einen Tauchgang vor der Insel und finden die abgestürzte Helios 7 im Meer. Kurz darauf werden sie von Gezora angegriffen, können dem Monster jedoch entkommen, als ein Delfinschwarm erscheint. Gezora greift das Dorf der Einheimischen an und verwüstet es. Es gelingt den Forschern, das Monster mit Feuer zu vertreiben. Gezora verbrennt und stürzt tot ins Meer. Aus dem Wesen entweicht ein blauer Licht-Schwarm und geht in einen Krebs über, der mutiert und kurz darauf die Insel angreift. Dabei stirbt Obata scheinbar; Kudō gelingt es, den Krebs zu töten. Der blaue Licht-Schwarm geht jedoch in Obata über, der nun übermenschliche Kräfte hat. Eine Stimme ertönt, die deutlich macht, dass das Licht außerirdisches Leben ist, das über Obata und andere mutierte Wesen die Weltherrschaft an sich reißen will. Es mutieren ein weiterer Krebs und eine Schildkröte. Kudō und Dr. Miya haben unterdessen ebenfalls erkannt, dass die Mutationen außerirdischen Ursprungs sein müssen. Rico kommt zu sich und berichtet, dass die Fledermäuse das Monster verjagt haben. Die Wissenschaftler schlussfolgern, dass Schall die Außerirdischen irritiert. Sie wollen Fledermäuse organisieren, um die Monster zu bekämpfen, finden jedoch nur noch in einer Höhle Tiere. Obata erscheint und die Forscher erkennen schon bald, dass er fremdgesteuert ist. Er will in der Höhle Feuer legen, um die Tiere zu töten. Hoshino appelliert an den Rest seines menschlichen Ichs und Obata geht fort, nachdem er zwar Feuer gelegt, jedoch die Ausgänge der Höhle geöffnet hat. Unweit des Vulkans der Insel treffen der Monsterkrebs und die Monsterschildkröte aufeinander, werden von Fledermäusen umschwärmt und bekämpfen sich, bis der Vulkan ausbricht und beide tötet. Obata wiederum stürzt sich ebenfalls in die Lava und kommt um.

## Produktion
Monster des Grauens greifen an wurde auf Hachijō-jima gedreht. Die Spezialeffekte stammen von Sadamasa Arikawa. Der Film lief am 1. August 1970 in den japanischen Kinos an. In Deutschland kam er am 27. Oktober 1972 in die Kinos. Der Film wurde unter dem Titel Aliens – Monster des Grauens greifen an auf Video veröffentlicht und erschien 2001 auch auf DVD. Am 2. Mai 2014 lief der Film im Rahmen der Reihe Die schlechtesten Filme aller Zeiten auf Tele 5, wobei er von Oliver Kalkofe und Peter Rütten kommentiert wurde.

## Synchronisation
| Rolle                      | Darsteller       | Synchronsprecher |
| -------------------------- | ---------------- | ---------------- |
| Tarō Kudō                  | Akira Kubo       | Tommi Piper      |
| Dr. Kyōichi Miya           | Yoshio Tsuchiya  | Manfred Schott   |
| Häuptling Ombo             | Tetsu Nakamura   | Erik Jelde       |
| Yog (Außerirdisches Wesen) | Ichiro Murakoshi | Herbert Weicker  |

## Kritik
Für den film-dienst war Monster des Grauens greifen an ein „utopischer Horrorfilm, der jedoch einige […] Ansätze […] zur philosophischen Vertiefung“ habe. Er sei zwar „verworren und naiv, aber für Freunde des Genres recht unterhaltsam.“ „Der Gummimonster-Trash […] ist ein herrlich sinnfreier Spaß“, urteilte Cinema.